# Munvinkelragader

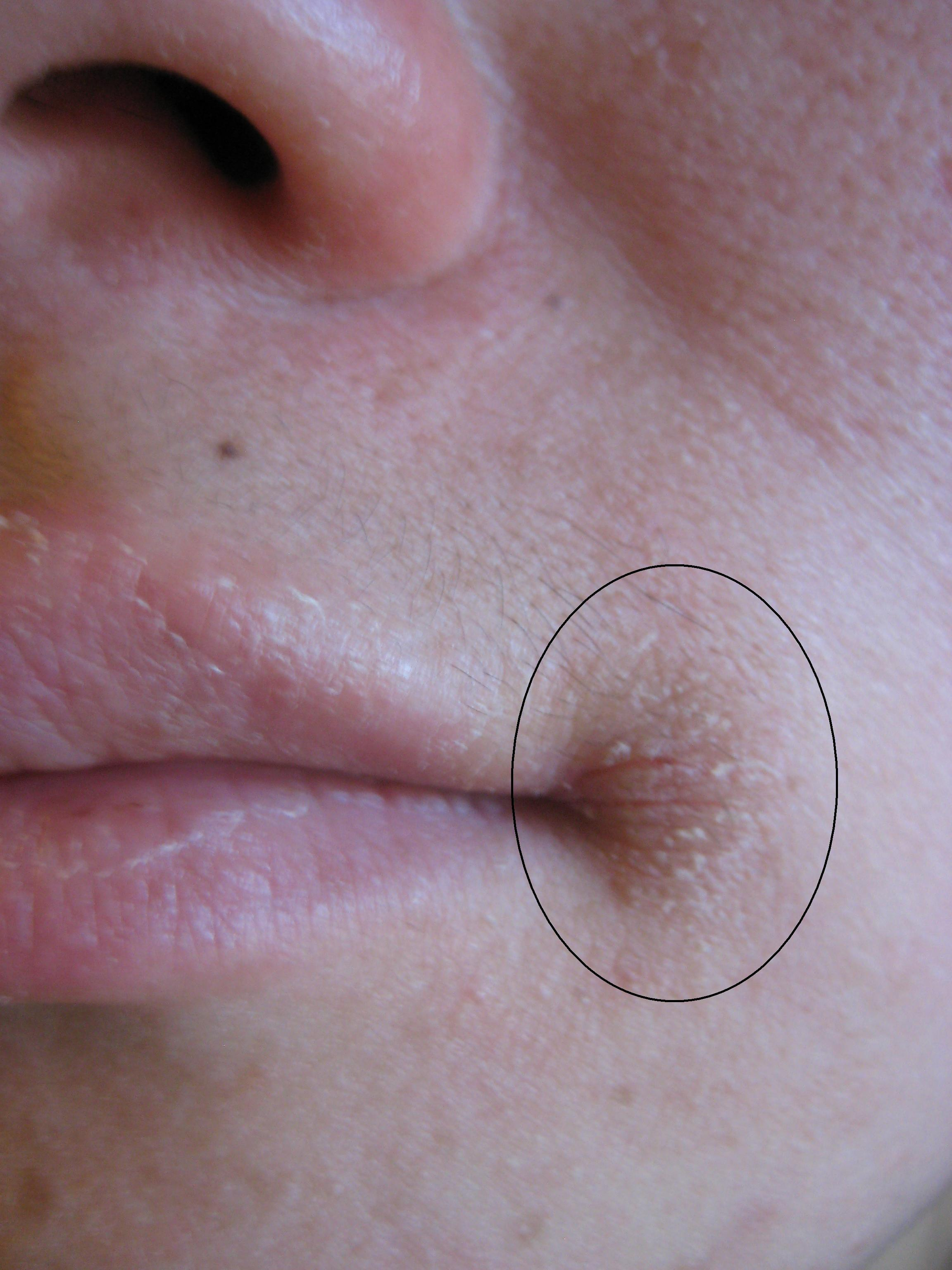
Lindrig munvinkelragader

Munvinkelragader (även angulär cheilit och perlèche) kallas små munsår eller sprickor (fissurer) i munvinklarna. 
Bland de vanligaste orsakerna till dessa sår återfinns svampinfektioner och bakterieinfektion. Det förekommer, men sällan uteslutande, vid vitaminbrist. Andra orsaker  är järnbrist, dregling och illasittande tandproteser. Om det rör sig om svamp förvärras såren av upprepad slickning runt munnen. En orsak kan också vara p-piller. Munvinkelragader drabbar främst barn och äldre människor och kan orsaka blödningar vid gapning. 
Kan behandlas med antimykotika så som klotrimazol eller ketokonazol med eller utan hydrokortisonkräm. Vid misstanke om bakteriell infektion kan tillståndet behandlas med antibiotika i kombination med hydrokortisonkräm.